# Amami, Pussycat
Amami, Pussycat (Love Me, Love My Mouse) è un film del 1966 diretto da Chuck Jones e Ben Washam. È il diciannovesimo dei 34 cortometraggi animati della serie Tom & Jerry prodotti da Jones con il suo studio Sib-Tower 12 Productions. Venne distribuito il 28 aprile del 1966 dalla Metro-Goldwyn-Mayer.

## Trama
Tom, innamorato della gatta Toodles, va a casa sua per corteggiarla, portando con sé Jerry all'interno di una scatola da anello. Una volta arrivato Tom offre a Toodles il regalo con dentro Jerry, il quale finge di essere impaurito da Tom e si guadagna così la simpatia di Toodles facendosi coccolare da lei. Dopo questo evento Toodles diventa molto protettiva verso Jerry, che decide di sfruttare la sua protezione per infastidire Tom. Infatti Jerry utilizza diversi trucchi per far aprire la bocca a Tom, dopodiché ci si infila dentro e subito dopo arriva Toodles che picchia Tom per riprendersi Jerry. A un certo punto Tom, stanco dei dispetti di Jerry, lo cattura, lo imbavaglia e lo lega, dopodiché tenta di schiacciarlo con un enorme blocco di cemento. In quel momento però arriva Toodles, che arrabbiatissima si riprende Jerry; Tom cerca di spiegare la situazione, ma il blocco che teneva cade e lo schiaccia. La mattina dopo Toodles bacia Jerry, ma, mentre lo fa, si accorge che il topo, oltre a essere adorabile, è anche gustoso. Improvvisamente la gatta cambia di umore e decide di mangiare Jerry; Tom, bendato dalla testa ai piedi, gioisce per la scelta di Toodles. Poco dopo però quest'ultima scopre che Jerry è fuggito verso la porta di ingresso e si mette a inseguirlo. Jerry scappa quindi fuori dalla casa di Toodles, con quest'ultima alla calcagna e Tom che la segue lentamente.